# Lijst van afleveringen van The Transformers
Dit is een lijst van afleveringen van de animatieserie The Transformers. De lijst geeft de 98 afleveringen van de originele reeks die voor het eerst werd uitgezonden in de Verenigde Staten tussen 1984 en 1987.

## Seizoen 1
| Nr. | Afleveringtitel                       | Uitzenddatum      |
| --- | ------------------------------------- | ----------------- |
| 01  | More Than Meets the Eye (Part 1)      | 17 september 1984 |
| 02  | More Than Meets the Eye (Part 2)      | 18 september 1984 |
| 03  | More Than Meets the Eye (Part 3)      | 19 september 1984 |
| 04  | Transport to Oblivion                 | 6 oktober 1984    |
| 05  | Roll for it                           | 13 oktober 1984   |
| 06  | Divide and Conquer                    | 20 oktober 1984   |
| 07  | S.O.S. Dinobots                       | 27 oktober 1984   |
| 08  | The Ultimate Doom (Part 1): Brainwash | 3 november 1984   |
| 09  | The Ultimate Doom (Part 2): Search    | 10 november 1984  |
| 10  | The Ultimate Doom (Part 3): Revival   | 17 november 1984  |
| 11  | War of the Dinobots                   | 24 november 1984  |
| 12  | Countdown to Extinction               | 1 december 1984   |
| 13  | Fire in the Sky                       | 8 december 1984   |
| 14  | Heavy Metal War                       | 15 december 1984  |
| 15  | Fire On the Mountain                  | 22 december 1984  |
| 16  | A Plague of Insecticons               | 29 december 1984  |

## Seizoen 2
| Nr. | Afleveringtitel                            | Uitzenddatum      |
| --- | ------------------------------------------ | ----------------- |
| 17  | Autobot Spike                              | 23 september 1985 |
| 18  | The Immobilizer                            | 24 september 1985 |
| 19  | Dinobot Island (Part 1)                    | 25 september 1985 |
| 20  | Dinobot Island (Part 2)                    | 26 september 1985 |
| 21  | Traitor                                    | 27 september 1985 |
| 22  | Enter the Nightbird                        | 30 september 1985 |
| 23  | Changing Gears                             | 1 oktober 1985    |
| 24  | A Prime Problem                            | 2 oktober 1985    |
| 25  | Atlantis, Arise!                           | 3 oktober 1985    |
| 26  | Attack of the Autobots                     | 4 oktober 1985    |
| 27  | Microbots                                  | 7 oktober 1985    |
| 28  | The Master Builders                        | 8 oktober 1985    |
| 29  | The Insecticon Syndrome                    | 9 oktober 1985    |
| 30  | Day of the Machines                        | 10 oktober 1985   |
| 31  | Megatron's Master Plan (Part 1)            | 14 oktober 1985   |
| 32  | Megatron's Master Plan (Part 2)            | 15 oktober 1985   |
| 33  | Auto Berserk                               | 16 oktober 1985   |
| 34  | City of Steel                              | 17 oktober 1985   |
| 35  | Desertion of the Dinobots (Part 1)         | 2 oktober 1985    |
| 36  | Desertion of the Dinobots (Part 2)         | 22 oktober 1985   |
| 37  | Blaster Blues                              | 23 oktober 1985   |
| 38  | A Decepticon Raider In King Arthur's Court | 24 oktober 1985   |
| 39  | The God Gambit                             | 28 oktober 1985   |
| 40  | The Core                                   | 29 oktober 1985   |
| 41  | Make Tracks                                | 30 oktober 1985   |
| 42  | The Autobot Run                            | 31 oktober 1985   |
| 43  | Golden Lagoon                              | 4 november 1985   |
| 44  | Quest for Survival                         | 5 november 1985   |
| 45  | The Secret of Omega Supreme                | 6 november 1985   |
| 46  | Child's Play                               | 7 november 1985   |
| 47  | The Gambler                                | 11 november 1985  |
| 48  | The Search for Alpha Trion                 | 12 november 1985  |
| 49  | Auto-Bop                                   | 13 november 1985  |
| 50  | Prime Target                               | 14 november 1985  |
| 51  | The Girl Who Loved Powerglide              | 18 november 1985  |
| 52  | Triple Take-Over                           | 19 november 1985  |
| 53  | Sea Change                                 | 20 november 1985  |
| 54  | Hoist Goes Hollywood                       | 21 november 1985  |
| 55  | The Key to Vector Sigma (Part 1)           | 25 november 1985  |
| 56  | The Key to Vector Sigma (Part 2)           | 26 november 1985  |
| 57  | Aerial Assault                             | 27 november 1985  |
| 58  | Masquerade                                 | 28 november 1985  |
| 59  | Trans-Europe Express                       | 23 december 1985  |
| 60  | War Dawn                                   | 25 december 1985  |
| 61  | Cosmic Rust                                | 26 december 1985  |
| 62  | Kremzeek!                                  | 27 december 1985  |
| 63  | Starscream's Brigade                       | 7 januari 1986    |
| 64  | Revenge of Bruticus                        | 8 januari 1986    |
| 65  | B.O.T.                                     | 9 januari 1986    |

## Seizoen 3
| Nr. | Afleveringtitel                      | Uitzenddatum      |
| --- | ------------------------------------ | ----------------- |
| 66  | Five Faces of Darkness (Part 1)      | 15 september 1986 |
| 67  | Five Faces of Darkness (Part 2)      | 16 september 1986 |
| 68  | Five Faces of Darkness (Part 3)      | 17 september 1986 |
| 69  | Five Faces of Darkness (Part 4)      | 18 september 1986 |
| 70  | Five Faces of Darkness (Part 5)      | 19 september 1986 |
| 71  | The Killing Jar                      | 29 september 1986 |
| 72  | Chaos                                | 30 september 1986 |
| 73  | Dark Awakening                       | 1 oktober 1986    |
| 74  | Starscream's Ghost                   | 2 oktober 1986    |
| 75  | Thief In the Night                   | 6 oktober 1986    |
| 76  | Forever Is a Long Time Coming        | 7 oktober 1986    |
| 77  | Surprise Party                       | 8 oktober 1986    |
| 78  | Madman's Paradise                    | 13 oktober 1986   |
| 79  | Carnage In C-Minor                   | 14 oktober 1986   |
| 80  | Fight or Flee                        | 15 oktober 1986   |
| 81  | Webworld                             | 20 oktober 1986   |
| 82  | Ghost In the Machine                 | 21 oktober 1986   |
| 83  | The Dweller In the Depths            | 30 oktober 1986   |
| 84  | Nightmare Planet                     | 31 oktober 1986   |
| 85  | The Ultimate Weapon                  | 10 november 1986  |
| 86  | The Quintesson Journal               | 11 november 1986  |
| 87  | The Big Broadcast of 2006            | 12 november 1986  |
| 88  | Only Human                           | 13 november 1986  |
| 89  | Grimlock's New Brain                 | 14 november 1986  |
| 90  | Money Is Everything                  | 17 november 1986  |
| 91  | Call of the Primitives               | 18 november 1986  |
| 92  | The Burden Hardest to Bear           | 19 november 1986  |
| 93  | The Face of Nijika                   | 20 november 1986  |
| 94  | The Return of Optimus Prime (Part 1) | 24 februari 1987  |
| 95  | The Return of Optimus Prime (Part 2) | 25 februari 1987  |

## Seizoen 4
| Nr. | Afleveringstitel     | Uitzenddatum     |
| --- | -------------------- | ---------------- |
| 96  | The Rebirth (Part 1) | 9 november 1987  |
| 97  | The Rebirth (Part 2) | 10 november 1987 |
| 98  | The Rebirth (Part 3) | 11 november 1987 |